# Anna Zelíková
Služebnice Boží Anna Marie Zelíková, TOCarm (19. července 1924, Napajedla – 11. září 1941, Napajedla) byla členka třetího řádu karmelského a dobrovolná smírná oběť za hříchy usmrcení nenarozených dětí.

## Život
Narodila se jako dcera tesaře Aloise Zelíka a Anny rozené Jirsákové, dcery vídeňského obuvníka. Na její náboženskou výchovu měly velký vliv sestry svatého Kříže v napajedelském vzdělávacím ústavu Ludmila, který navštěvovala. Rozhodný obrat v jejím životě znamenalo první svaté přijímání 25. května 1933, po němž se její chování významně změnilo. Byla uchvácena příkladem tehdy nedávno kanonizované Terezie z Lisieux, účastnila se exercicií, docházela prakticky každodenně na mši svatou a ve škole založila eucharistický kroužek.
Na Zelený čtvrtek roku 1938 se náhodně dozvěděla o zabíjení nenarozených dětí, což jí natolik otřáslo, že se nabídla jako smírná oběť za tyto hříchy. Když následujícího dne na Velký pátek 15. dubna 1938 tuto svou nabídku zopakovala, objevily se první příznaky tuberkulózy, k níž měla sklon po své matce (ta nemoci podlehla v roce 1949). Přes postupující nemoc se vedle školy naplno věnovala také práci v domácnosti a na poli, což jejímu zdraví nepřispívalo. V posledních letech svého života nacházela duchovní oporu u sestry Ludmily Tichopádové a pozdějšího českobudějovického biskupa doktora Josefa Hloucha. Protože kvůli nemoci nemohla vstoupit do pražského kláštera karmelitek, jak si přála, byla přijata do třetího řádu karmelského, obdržela řeholní jméno Marie od svátostného Srdce Ježíšova a 7. února 1941 složila řeholní sliby. S pocitem, že Ježíš její nabídnutou oběť přijal, zemřela 11. září 1941.
V letech 1991 až 1995 proběhlo v olomoucké arcidiecézi šetření, které zahájilo proces blahořečení Anny Zelíkové.
| „ | Je třeba více odvahy k životu než ke smrti. | “ |